# József nádor
Habsburg–Lotaringiai József Antal János Baptist (németül: Joseph Anton Johann Baptist; Firenze, Toszkána, 1776. március 9. – Pest-Buda, Magyarország, 1847. január 13.) osztrák főherceg, magyar királyi herceg; az uralkodó I. Ferenc osztrák császár és magyar király öccse, aki Magyarország nádora 1795 szeptemberétől 1847. január 13-án bekövetkezett haláláig. A reformkorban, a Magyar Királyság fejlődéséért tett történelmi léptékű érdemei után „a legmagyarabb Habsburg” néven említik.
Kiemelkedő szerepe volt Pest kulturális és gazdasági központtá fejlesztésében az 1830-as évekre. Városképi jelentőségű épületek emelésének sorát kezdeményezte: nevéhez fűződik Pest-Buda klasszicista arculata, a Nemzeti Múzeum, a Német Színház, a Gellért-hegyi csillagvizsgáló, a Ludovika és több vasútvonal építése, a Városliget rendezése, a Margit-sziget parkosítása, az új pesti és lipótvárosi negyed fejlesztése, a műszaki felsőoktatás megerősítése. Jelentős adományokkal támogatta többek közt a Nemzeti Múzeumot, a Széchényi Könyvtárat és a Magyar Tudományos Akadémia megalapítását, a művészeteket, a közoktatást, haladó polgári társaságok és egyletek sorát. Ferenc császár öccseként rendkívül hasznosan képviselte a magyar érdekeket a császár felé. Ő vette rá bátyját, hogy – tizenháromév szünet után – összehívja az első reformországgyűlést. Ő eszközölte ki a kegyelmet a börtönbüntetésre ítélt magyar jakobinusoknak, köztük Kazinczy Ferencnek, 1840-ben Kossuth Lajosnak, Wesselényi Miklósnak és Lovassy Lászlónak, továbbá ő akadályozta meg a Védegylet feloszlatását. Az 1838-as pesti árvíz idején a mentést irányította, majd sokat tett az árvízkárok enyhítéséért.
Az életének utolsó két évében császár II. Lipót kilencedik gyermeke volt, Mária Terézia unokája. Fivére, Sándor Lipót nádor vegyészbalesetben történt halála után lett az ország nádora. Hamar elkötelezte magát a magyar érdekek védelme mellett, megtanult magyarul, díszmagyart viselt, Budán és Alcsúton élt. Háromszor házasodott, felnőttkort megért gyermekei második és harmadik frigyéből származtak, köztük legidősebb fia és örököse, István nádor, valamint II. Lipót belga király felesége, Mária Henrietta királyné is. József volt a Habsburg–Lotaringiai-ház ún. „magyar ágának” megalapítója, leszármazottjai között van többek között a későbbi József magyar kormányzó, valamint másik leánya, Erzsébet Franciska révén XIII. Alfonz spanyol király és az azóta is uralkodó spanyol királyi család tagjai. A Kádár-korszakban a marxista–szocialista történelemtanításban a magyar történelem nagy alakjai közül kivették, kultuszát megszüntették, így ismertsége lecsökkent. Ma nevét őrzi többek között a lipótvárosi József nádor tér és az ott álló emlékműje egyaránt.

## Élete

### Származása, testvérei

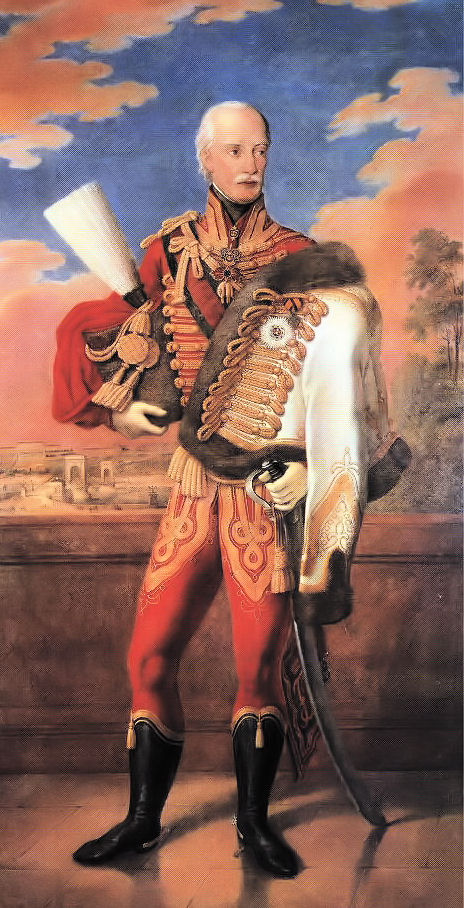
József nádor (Johann Nepomuk Höfel, 1840-es évek)

József Antal főherceg 1776. március 9-én született Firenzében, a Toszkánai Nagyhercegség fővárosában, a Poggio Imperiale nagyhercegi palotában.
Édesapja a Habsburg–Lotaringiai-házból való Lipót toszkánai nagyherceg (1747–1792), a későbbi II. Lipót osztrák főherceg, német-római császár, magyar és cseh király, édesanyja pedig a Bourbon-házból való Mária Ludovika spanyol infánsnő (María Luisa de España, 1745–1792) volt. József Antal az uralkodópár 16 gyermeke közül kilencedikként született. A felnőttkort megérő testvérek:
- Mária Terézia Jozefa főhercegnő (1767–1827), aki I. Antal szász királyhoz ment feleségül.
- Ferenc József Károly főherceg (1768–1835), a későbbi II. Ferenc német-római császár, I. Ferenc néven osztrák császár, magyar és cseh király.
- Ferdinánd József János főherceg (1769–1824), később III. Ferdinánd néven Toszkána nagyhercege.
- Mária Anna Ferdinanda főhercegnő (1770–1809), a prágai Szent Teréz apácakolostor főapátnője.
- Károly főherceg (1771–1847) tábornagy, Teschen hercege, Napóleon legyőzője az asperni csatában.
- Sándor Lipót főherceg (1772–1795), 1790-től haláláig Magyarország nádora.
- József Antal János főherceg (1776–1847), a későbbi József nádor
- Mária Klementina főhercegnő (Maria Klementine von Österreich, 1777–1801), aki Ferenc nápoly–szicíliai trónörököshöz ment feleségül.
- Antal Viktor főherceg (1779–1835), Köln püspöke, 1816–1828-ig a Német Lovagrend Nagymestere.
- János főherceg (1782–1859) tábornagy, a „stájer herceg”.
- Rainer József főherceg (1783–1853) tábornagy, a Lombard–Velencei Királyság alkirálya.
- Lajos főherceg (1784–1864) tábornagy, 1836–1848-ig az Államkonferencia vezetője.
- Rudolf főherceg (1788–1831) bíboros, Olmütz hercegérseke, Beethoven mecénása.

### Politikai, közéleti működése
József Antal főherceg gyermekéveit a firenzei nagyhercegi udvarban töltötte. Tizennégy éves volt, amikor 1790-ben apja megörökölte a császári trónt, és családjával együtt Bécsbe költözött. 1792-ben mindkét szülőjét elveszítette, három hónapon belül. József Antal elsőszülött bátyja, a 24 éves Ferenc lett az uralkodó (II. Ferenc néven német-római, 1804-től I. Ferenc néven osztrák császár).
József Antal főherceg tizenhat éves korában járt először Pest-Budán, amikor bátyját, Ferencet Budán magyar királlyá koronázták (1792. június 6-án). Ekkor még másik bátyja, Sándor Lipót főherceg (1772–1795) volt Magyarország nádora. 1795-ben Sándor Lipót nádor egy vegyészbaleset következtében fiatalon életét veszítette. A császár 1795. szeptember 20-án 19 éves öccsét, József Antal főherceget jelölte ki Magyarország császári helytartójává (Regent). József Antal főherceg Budára költözött. A Diadalkapun át vonult be a városba. Köszöntésére Buda polgármestere, Laszlovszky József mondott beszédet. Kinevezték a császári–királyi hadsereg tábornagyává (k.k. Feldmarschall), több ezrednek tulajdonosa (tiszteletbeli ezredparancsnoka) lett.

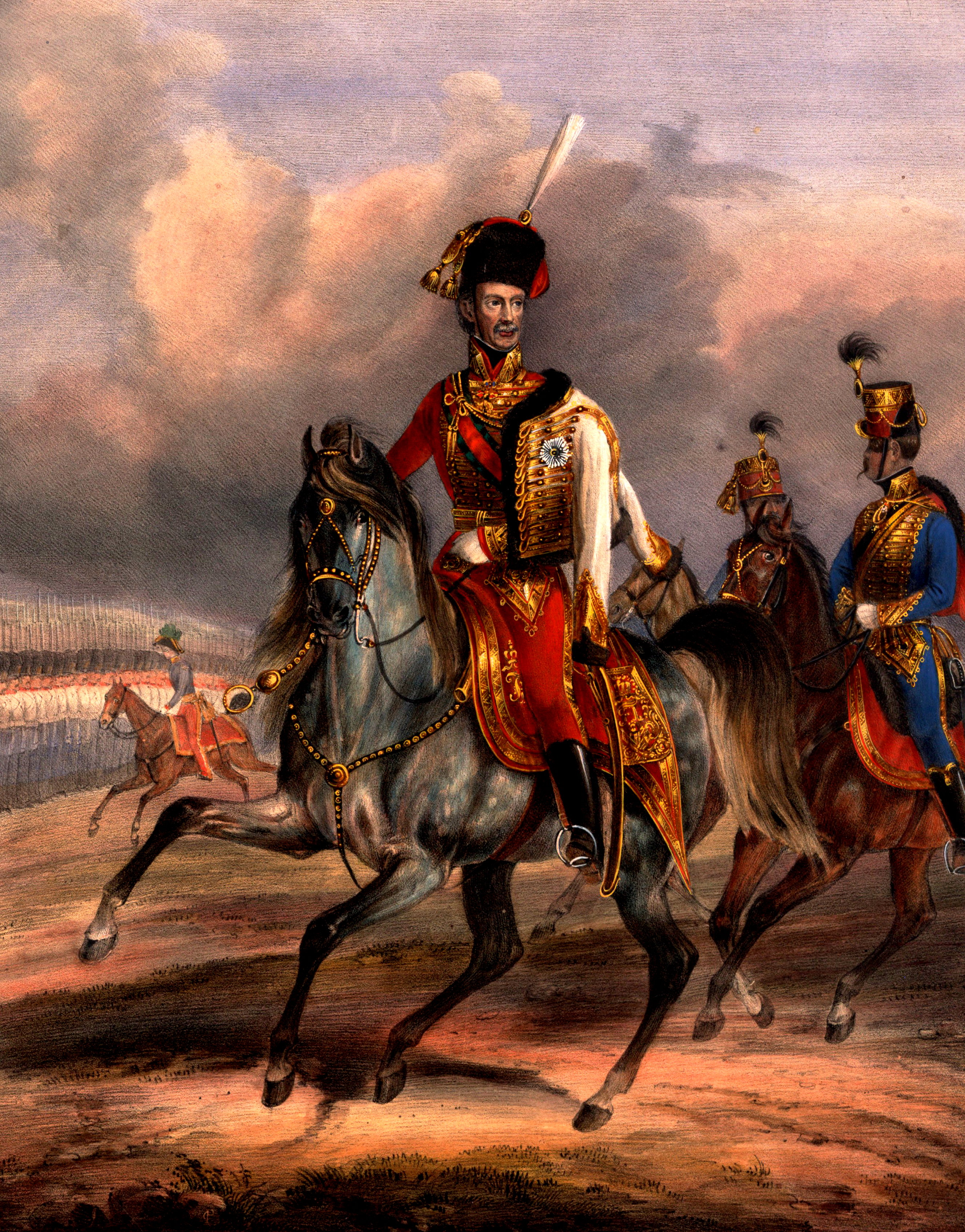
József nádor

A fiatal főherceg megtanult magyarul, ennek nyomán hamar megkedvelték Magyarországon. Helytartói kinevezése után egy évvel, az 1796-os pozsonyi országgyűlésen a rendek közfelkiáltással megválasztották őt a Magyar Királyság nádorává, ami a király után a legmagasabb közjogi méltóságnak számított. A nádorok sorában a százharmadik helyet foglalta el, ő volt az utolsó előtti nádor. Korábban a Habsburg-házból csupán fiatalon elhunyt bátyja kapta meg ezt a méltóságot. Tisztségét több mint 50 esztendőn át töltötte be. Az ország állapotáról írott nádori jelentéseiben többször is javasolta császári bátyjának, I. Ferencnek, hogy az uralkodó térjen vissza az alkotmányosság útjára, és átgondolt reformokkal igyekezzék javítani a magyar közvéleménynek az uralkodóházhoz való viszonyát. Kieszközölte, hogy a császár kegyelmet adjon a börtönbüntetésre ítélt magyar jakobinusoknak, köztük Kazinczy Ferencnek.
József nádor a magyar reformkor idején élt. Sokat tett az ország gazdasági és kulturális felemelkedéséért, Pest-Buda fejlesztéséért. 1808-ban létrehozta a Szépítő Bizottságot, amely a klasszicista építészeti stílus felvirágoztatását, a város egységes stílusú épületekkel való gazdagítását segítette. E szellemben épült a Nemzeti Múzeum is. Kezdeményezte Pest fejlesztését, így a hatalmas Német Színház felépítését (1808–1812), illetve az új pesti városrész, a Lipótváros kiépítését (amely a király és a nádor apjának, II. Lipót császárnak és királynak nevét kapta). A műszaki újdonságok iránti érdeklődésének számos tanújelét adta. Kezdeményezte a Gellért-hegyi Egyetemi Csillagda (obszervatórium) építését, a Császári-királyi Magyar Ludovika Akadémia (Ludoviceum) építését, amely József nádor édesanyjának nevét viseli. Előmozdította a Pest és Vác közötti vasútvonal és a Kőbányára vezető próbavasút létrehozását. Jelentős része volt a Városliget rendezésében. Megvásárolta és parkosította a Margit-szigetet.

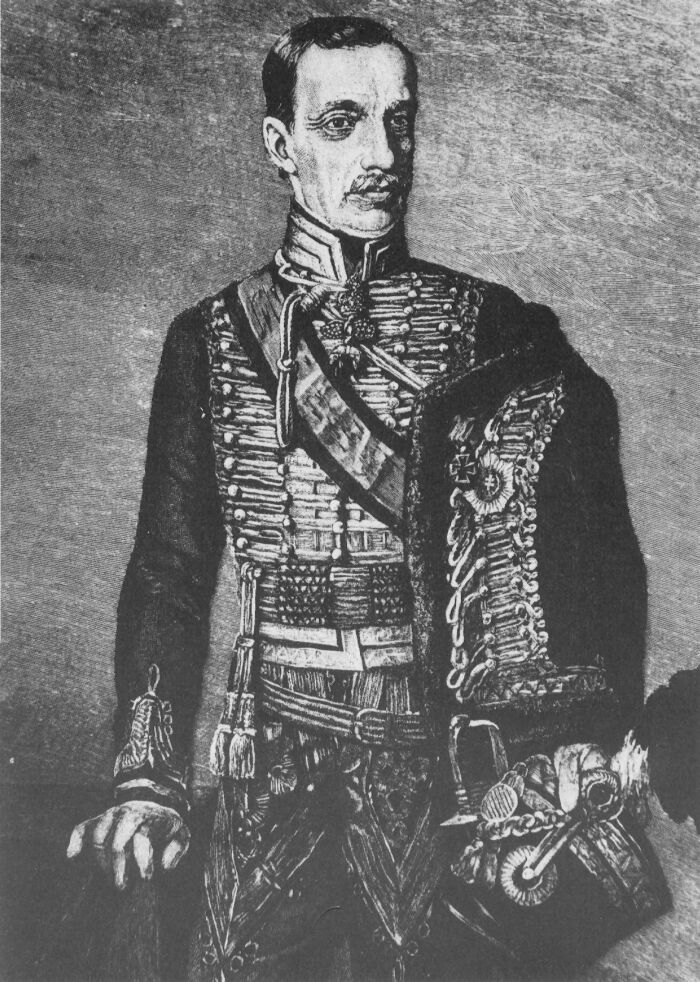
József nádor (abban a díszmagyarban ábrázolva, amelyben 1847-ben eltemették

Segítette a magyar kultúra sorsának javítását, adományaival bővítette a Nemzeti Múzeum gyűjteményeit, fejlesztette az Országos Széchényi Könyvtárat. A Magyar Tudományos Akadémia alapításához Széchenyi István mellett József nádor is jelentősen hozzájárult, 10 000 forintos adományával. Az Akadémia működését később is rendszeresen támogatta. Támogatott és felkarolt számos haladó polgári kezdeményezést, így alakulhatott meg a Magyar Gazdasági Egylet, a Kisfaludy Társaság, a Tudós Társaság, a Természettudományi Társaság és a Vakok Intézete is. Ő maga jegyezte az újonnan alakult Kereskedelmi Bank első részvényeit.
Bőkezű mecénásként támogatta a művészeteket és a közoktatást. Szorgalmazta a műszaki oktatás első magyarországi intézményének, a II. József császár rendeletére még 1782-ben felállított Ipartanodának fejlesztését. (Ez az intézmény 1856-tól József nádor nevét viselte, majd 1871-ben egyetemi rangot kapott, belőle fejlődött ki a mai Műegyetem).
Alcsútdoboz határában kiépítette az alcsúti kastélyt, melyet Pollack Mihállyal együtt tervezett. Az alcsúti uradalomban mintagazdaságot (Hatvanpusztai majorság) rendezett be, s kastélya parkjában arborétumot, háromszáznál több ritka növényfajjal, amely ma is látogatható. Szolgálatába fogadta Tost József császári kertész három fiát, akik a Budai Királyi Vár, a Nádorkert (a mai Lágymányos területén, a Budafoki út, Hengermalom utca, a Duna és a vasúti töltés között volt), a Margit-sziget és az alcsúti kastélypark kertészeti munkáit irányították.

### Halála

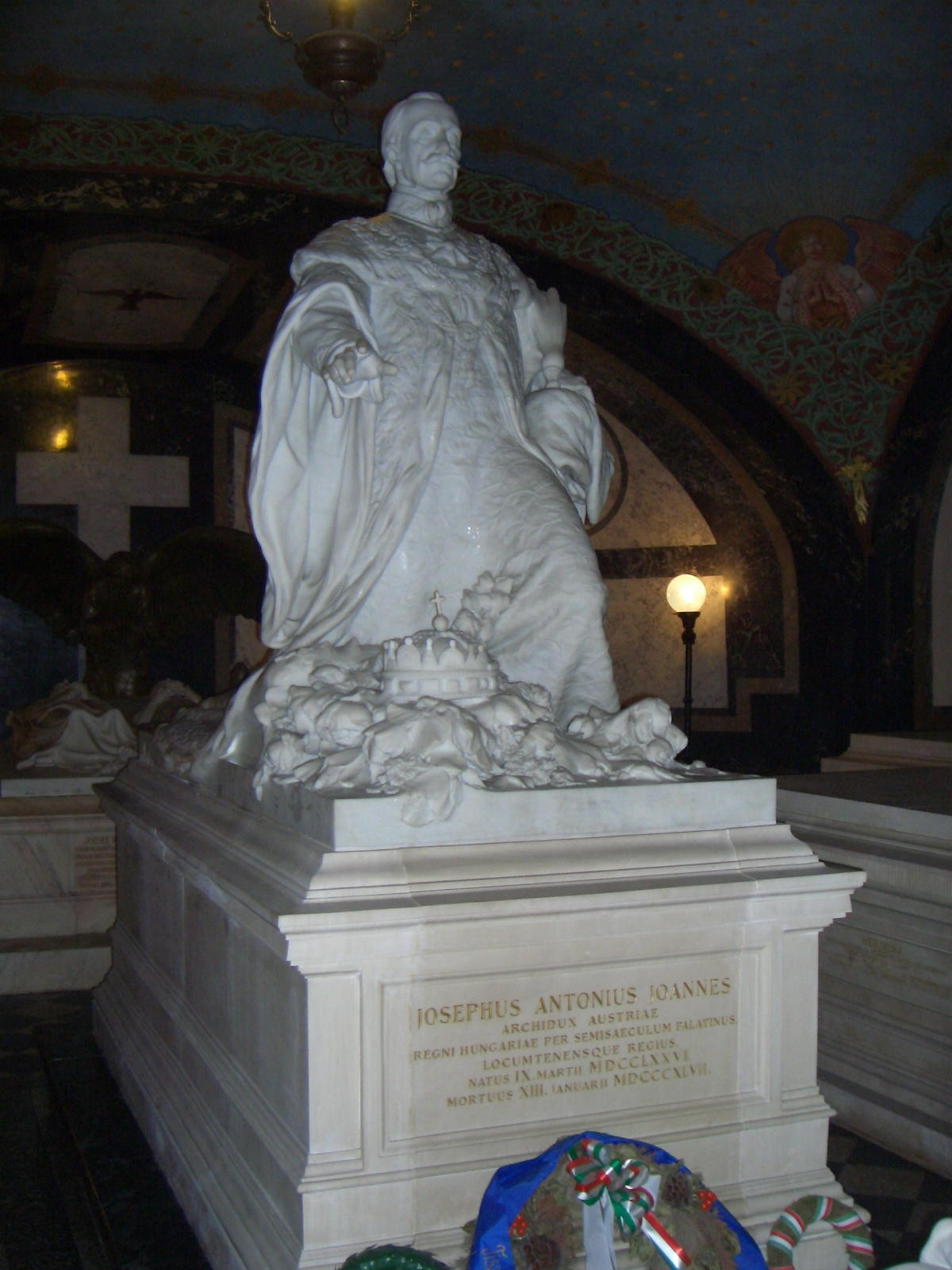
József nádor síremléke a budai Királyi Várban

Budán hunyt el 1847. január 13-án, 71 éves korában. Halála után a rendek fiát, Istvánt választották utódává nádornak. A nádort, „aki Habsburgnak született és magyarnak halt meg”, a Budavári Királyi Palota nádori kriptájában helyezték el, majd ide temették fiát, az utolsó magyar nádort és más családtagjait is. Temetése alkalmából Kossuth Lajos pesti újságíró, a Védegylet vezetője, e méltató sorokat írta róla:
„És Ő, az agg Nádor míg testben a sír felé hanyatlott, lélekben, érzelemben az ifjadó nemzettel lépést tartva együtt ifjadott. Élete alkonyába a nemzet újjászületésének napkölte vegyült.”
Alig több mint egy évvel József nádor halála után kitört a bécsi és a pesti forradalom.

### Házasságai, gyermekei
József Antal főherceg háromszor nősült meg:
Első felesége Alexandra Pavlovna Romanova orosz nagyhercegnő (1783–1801), I. Pál cár leánya, Nagy Katalin cárnő unokája volt. A fiatalasszony 1801-ben első gyermekének, Alexandrina főhercegnőnek születésekor gyermekágyi lázban meghalt, kislányával együtt.
Második házasságát 1815. augusztus 30-án Schaumburgban kötötte Hermina Anhalt-Bernburg-Schaumburg-Hoym-i hercegnővel (1797–1817), aki 1817. szeptember 14-én, ikergyermekeinek születése után gyermekágyi lázban elhunyt. Gyermekei:
- Hermina Amália Mária főhercegnő (1817–1842), aki egy prágai kolostor vezetőjeként (apátnőjeként) hunyt el.
- István Ferenc főherceg (1817–1867), István nádor néven 1847-től 1848. szeptember 24-éig Magyarország utolsó nádora.

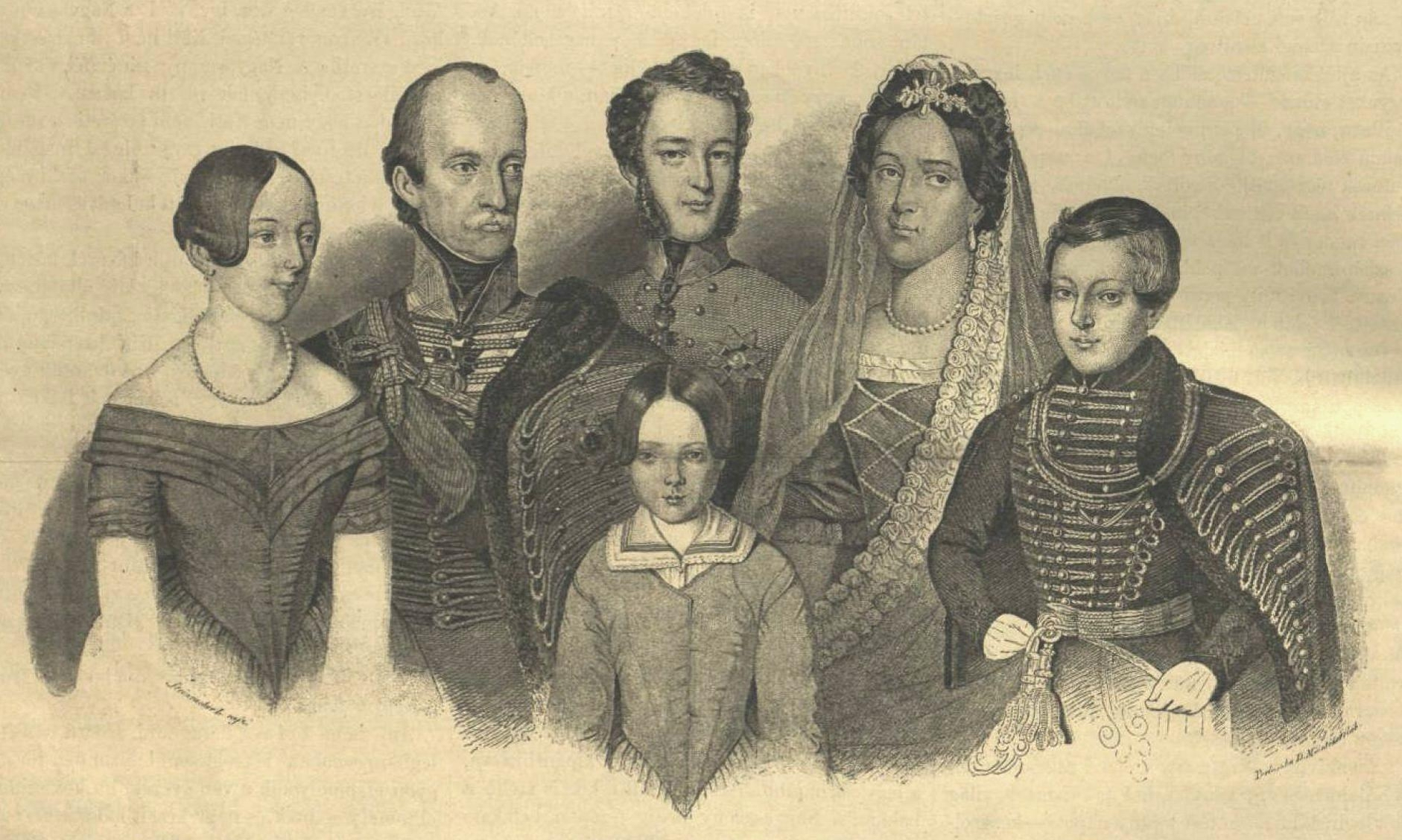
József nádor harmadik felesége és gyermekei

Harmadik házasságát 1819. augusztus 24-én a Stuttgart melletti Kirchheim unter Teck várkastélyában kötötte az evangélikus vallású Mária Dorottya württembergi hercegnővel (1797–1855). E házasságból 5 gyermek született:
- Erzsébet Karolina főhercegnő (*/† 1820, egy hónapig élt).
- Sándor Lipót Ferdinánd főherceg (1825–1837, 12 évesen meghalt).
- Erzsébet Franciska Mária főhercegnő (1831–1903), akinek első férjétől, Habsburg–Estei Ferdinánd Károly Viktor főhercegtől (1821-1849) egy leánya született, Habsburg–Estei Mária Terézia Henrietta főhercegnő, modenai hercegnő (1849–1919), aki később III. Lajos bajor király feleségeként Bajorország királynéja lett. Erzsébet Franciska második férje Habsburg–Tescheni Károly Ferdinánd főherceg volt, (Károly főhercegnek, Teschen első hercegének fia).
- József Károly Lajos főherceg (1833–1905), császári-királyi lovassági tábornok, 1869-től haláláig a Magyar Királyi Honvédség főparancsnoka.
- Mária Henrietta főhercegnő (1836–1902), aki Lipót brabanti herceghez, a későbbi II. Lipót belga királyhoz (1835–1909) ment feleségül, és Belgium királynéja lett. (A Belgium trónján ülő Szász-Coburg-Gothai dinasztia uralkodói tehát József nádor egyenesági leszármazottai.)

## Emlékezete

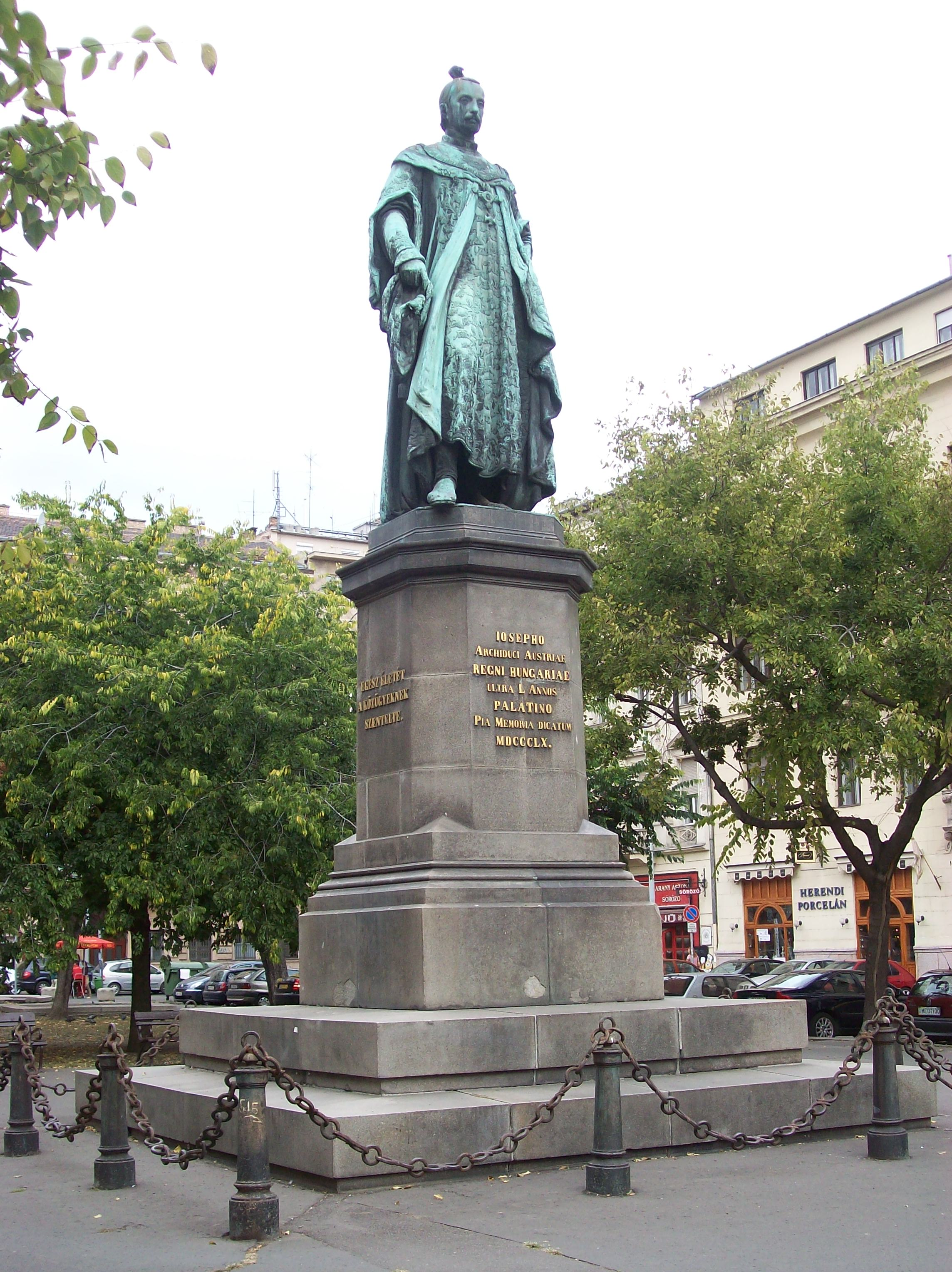
József nádor szobra Budapesten, a Belvárosban, a róla elnevezett téren

József nádor Magyarországon igen népszerű személyiség volt. A „legmagyarabb Habsburgként” emlegették, halála után emlékét méltóan ápolták, intézmények, közterületek nevében is megörökítették.
1945–1989 között a marxista-szocialista történelemtanítás az arisztokrata Habsburgok szerepét igyekezett negatívan beállítani, így József nádort a magyar történelem nagy alakjai közül kivették, emlékezetének ápolását, kultuszát megszüntették. Az általa fölfejlesztett Ipartanodával együtt tekintve 1856-tól a nevét viselő Műegyetem nevéből például 1949-ben József nádor nevét eltávolították, utcákat, tereket nem neveztek el róla, pénzre nem került fel. (A belvárosi tér és szobra viszont megmaradhatott.)
Az 1989-es rendszerváltozás óta emlékének ápolása szabaddá vált, ám a közvéleményben ismertsége messze elmarad a történelmi szerepétől. József nádor késői leszármazottai mindmáig szoros kapcsolatokat ápolnak Magyarországgal. Nevét ma Magyarországon csupán néhány intézmény, közterület őrzi.
A Habsburg Történeti Intézet feladatának tartja, hogy József nádornak a reformkorban betöltött kiemelkedő szerepét újra történetírásunk fókuszába helyezze, ezért 2023. november 16-án József nádor és Pest-Buda címmel (az interneten is megtekinthető) konferenciát rendezett a Nemzeti Múzeumban.

### Nevét viselő intézmények, közterületek
József nádor tér: Budapest V. kerületében 1824-ben esküvőjének tiszteletére a középkori városfalon kívüli északi teret „József” (ami 1938-ban „József nádor” lett), a tőle Duna felé eső első utcát pedig feleségéről „Mária Dorottya” névre keresztelték el. Ez volt az első alkalom, hogy élő személyiségről neveztek el utcát Pest városában. A nádor halála után a tértől északra induló, addigi Szél utca a „Nádor” nevet kapta. Szobra is a róla elnevezett téren látható, a Pénzügyminisztérium épülete előtt (Johann Halbig alkotása).
1949 előttig nevét viselő intézmények, közterületek
1949-ig József nádor nevét viselték a mai Budapesti Műszaki és Gazdaságtudományi Egyetem elődintézményei. Az Institutum Geometricum nevű mérnökképző intézetet 1782-ben alapították, a budai tudományegyetem bölcsészeti karán belül. 1846-ban nyitották meg az önálló magyar mérnökképző intézetet, amely József nádor tiszteletére a József Ipartanoda nevet vette föl. 1934-ben alakult meg a Magyar királyi József nádor Műszaki és Gazdaságtudományi Egyetem, melynek nevéből 1949-ben eltávolították József nádor nevét.
Rendszerváltozás (1989) óta róla nevezték el
József Nádor Gimnázium és Szakképző Iskola (2005 szeptemberéig József Nádor Szakképző Iskola): 2001. augusztus 29-én a Vígszínházban felvette József nádor nevét, védnöke József nádor ükunokája, Habsburg–Lotaringiai Mihály, a zászlóanyaságot Habsburg–Lotaringiai Krisztina vállalta el. A Budapesten 1992-ben alapított Magyar Iparszövetség Oktatási Központ (MIOK) ekkor egyesült a Miskolcon, Pécsett és Szegeden működő tagintézményeivel is.
Megjegyzendő: A budapesti Józsefvárost és a József körutat nem József nádorról, hanem II. József császárról nevezték el (Lásd: a Budapest VIII. kerülete).

### Kastélyának későbbi sorsa
Alcsúti kastély (Alcsútdoboz): A második világháború végén a lakók, a Habsburg-család tagjai Nyugatra menekültek. A kastélyt ezután helyi lakosok teljesen kifosztották, gazdag berendezését széthordták. Egy időre szovjet katonai parancsnokság költözött bele. Az épület teljesen leégett, elpusztult, építőanyagát elhordták. Ma csak a főbejárat oszlopsora és homlokzatának egy darabja (a portikusz) látható.

### Síremléke: Nádori kripta (Budavári Palota)
A Budavári Palotában található nádori kriptában József nádor, feleségei, fia (István nádor, az utolsó magyar nádor) és más családtagjainak síremléke található. A nádori kriptában a második világháború alatt – érseki engedéllyel – miséket tartottak. Az 1944–45-ös ostrom alatt a kripta kevéssé károsodott, ezután a királyi palota romterületével együtt a közönségtől elzárva maradt. A területen dolgozó beruházó iroda szerint a kriptát először 1966-ban törték fel, de óvintézkedés még ekkor sem történt. 1973 januárjában Zolnay László régész fedezte fel, hogy a kripta sorozatos betörés, rongálás, fosztogatás és a holttestek meggyalázásának nyomát mutatja.
1977-ben Hankó Ildikó és Kiszely István antropológus igazságügyi szakértők vezetésével megindult a tetemek azonosítása, és a helyreállítási munka. A kutatók szerint nem csupán rablás, hanem céltalan rombolás is történt: a koporsókat felnyitva kiszórták az urnákban elhelyezett belső szerveket, József nádor mumifikált testéről a fejet leszakították, és a gyermek holttesteket sem kímélték. Műkincs értékű érdemjeleiket, ékszereiket levágták, ezek egyes darabjai később a műkincs-kereskedelemben bukkantak fel. A rablók utáni nyomozás eredménytelenül zárult, de a gyanús, homályos körülmények, – így az oktalan hullagyalázás, a helyreállítás megkezdésének több éves késlekedése – miatt a szóbeszédben felmerült egyes katonai és pártvezetők esetleges érintettsége, a felsőbb utasítás lehetősége. A nádori család földi maradványait és kegyeleti tárgyait restaurálták, a kriptát felújították, újraszentelték, 1987 óta régi állapotában látogatható.

## További irodalom
- Vörös Károly: Erzherzog Joseph Anton, Palatin in Ungarn (József Antal János főherceg, Magyarország nádora), megjelent: Der pannonische Raum zwischen Beharrung und Fortschritt – Das Modernisierungsprogramm im 19. Jhdt. bis zum Ausgleich (1867/68) – A pannón térség a maradiság és haladás között a XIX. században, az 1867/68-as kiegyezésig, a mogersdorfi Nemzetközi Kultúrtörténeti Szimpózium évkönyvében, 1982-ben (Burgenlandi Tartományi Levéltár).
- Gonda Imre, Niederhauser Emil. A Habsburgok. Egy európai jelenség, 2. kiadás, Budapest: Gondolat Kiadó, 163, 189. o. (1978). ISBN 963-280-714-6
- A.J.P. Taylor: A Habsburg Monarchia (The Habsburg Monarchy) 1809-1918, Scolar, Budapest, 2003. ISBN 963-9193-87-9
- Hankó Ildikó – Kiszely István: A nádori kripta, Babits Kiadó, Szekszárd, 1990. ISBN 963 7805 54 0 (Online:MEK-OSZK)
- Lestyán Sándor: József nádor. Egy alkotó élet írásban és képben, 1776–1847 (MEK)
- 170 éve halt meg a legmagyarabb Habsburg
- József nádor (1776–1847) Pest-Budán. Kiállítás a Budapesti Történeti Múzeumban, 1997 szeptember–1998 február; kiállításrend. Holló Szilvia, szerk. Szvoboda Dománszky Gabriella; BTM, Budapest, 1997